# Иник, Джереми
Джереми Иник (англ. Jeremy Enigk; 16 июля 1974 Сиэтл, штат Вашингтон, США) — американский рок-музыкант,басист, клавишник, вокалист, гитарист, но наиболее известный как фронтмен группы Sunny Day Real Estate а так же The Fire Theft.
Дебютный альбом его группы Diary дал старт такому жанру как Мидвест-эмо
Энигк родился в Сиэтле, штат Вашингтон, в семье Гэри Э. Энига и Шерри Хэммонд Энигк. В конце 1980-х Энигк был частью того, что в конечном итоге стало Бедным старым Лу, разделяя обязанности вокалиста со Скоттом Хантером.[1] Он присоединился к группе Sunny Day Real Estate, где был вокалистом, соавтором песен, ритм-гитаристом и клавишником. Группа выпустила два альбома в 1994-1995 годах, а затем распалась; во время первого распада группы (1995-97) Энигк выпустил сольный альбом 1996 года, Return of the Frog Queen, и воссоединился с Бедным стариной Лу для записи одного трека в 1996 году, спев вместе со Скоттом на EP с треком "Digging Deep".. Энигк обратился в христианство в середине 1990-х.[2] Была неудачная попытка записать второй суб-поп-альбом, продолжение Return of the Frog Queen как объясняет Энигк, "Мы начали второй сольный альбом и фактически записали одну песню с Анитой Перкинс и некоторыми другими струнными музыкантами. Это была моя первая попытка полностью написать всю музыку самостоятельно, без Марка Николса, который записал "Возвращение королевы лягушек" вместе со мной. Но это была единственная песня. А потом, вскоре после этого Sunny Day снова собрались вместе, и все мои песни, которые предназначались для сольного альбома, были перенесены в Sunny Day Real Estate. Некоторые песни о том, как это ощущается на самом деле".[3] В 1997 году Sunny Day Real Estate вернулись в первом составе, когда басист Нейт Мендель покинул группу, Энигк перешел на бас-гитару (он также играл на гитаре и клавишных в студии), группа выпустила еще два студийных альбома, последний (The Rising Tide, 2000) без участия Нейта Менделя. А так же совсем недавно группа Sunny day real estate поехала в новый тур.
Альбомы и не только которые он сделал работая в группах.
Sunny day real estate
Diary (1994)
Sunny Day Real Estate (1995) (альбом)
How It Feels to Be Something On (1998)
The Rising Tide (2000)
У The Fire Theft
The Fire Theft (2003)
И конечно его соло альбомы
Return of the Frog Queen (1996)
The End Sessions (1996)
World Waits (2006)
The Missing Link (2007)
OK Bear (2009)
Ghosts (2017)

## Биография
В 1993 году Иник пришёл в рок-группу Empty Set, вскоре переименованную в Sunny Day Real Estate. Первый альбом этой группы, Diary, был записан в ноябре того же года и в мае следующего был выпущен на известном лейбле Sub Pop, (Nirvana, Soundgarden и м.д). Альбом получил хорошие оценки и стал первым популярным за пределами андерграунда эмо-альбомом. Появились группы, испытавшие заметное влияние SDRE — Mineral, Christie Front Drive и другие.